# 제사총

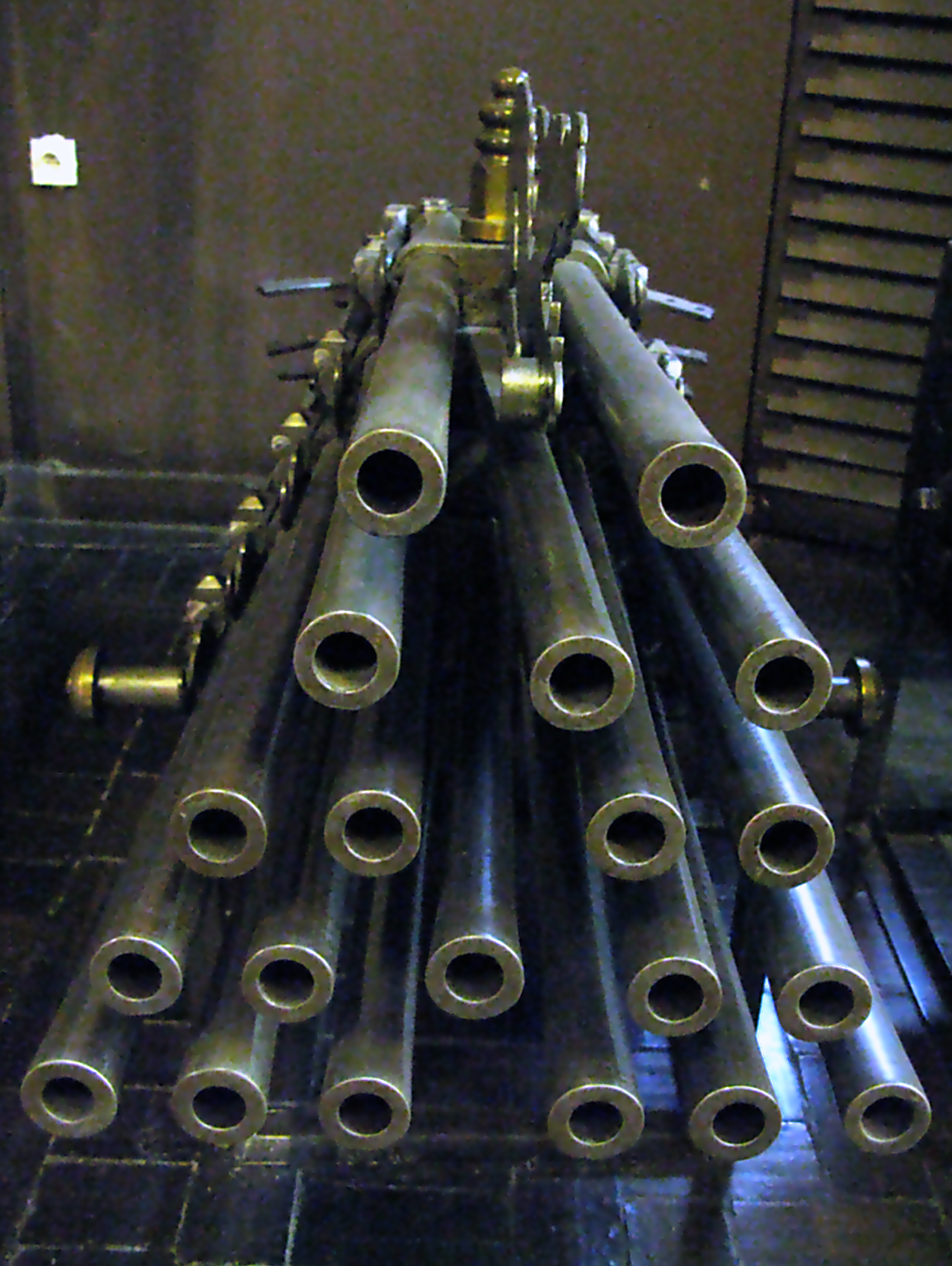
폴란드의 20연장 제사총.

제사총(齊射銃, volley gun)은 여러 개의 총신이 달려있는 구식 화승총의 종류를 말한다. 한 번의 여러 발을 쏠 수 있지만, 장전하는 데 시간이 오래 걸린다. 덕 풋 피스톨이 그와 같은 종류다.

## 같이 보기
- 덕 풋 피스톨
- 화승총